# 사곡초등학교 (경북)
사곡초등학교는 대한민국 경상북도 의성군 사곡면 양지리에 있었던 공립 초등학교이다.

## 연혁
- 1934년 9월 29일 4년제 사곡공립보통학교 설립 인가
- 1934년 10월 20일 사곡공립보통학교 개교
- 1935년 5월 28일 교사 신축
- 1938년 4월 1일 사곡공립심상소학교 개편[1]
- 1941년 4월 1일 6년제 사곡공립국민학교 개편[2]
- 일자미상 사곡국민학교 개편
- 1949년 9월 1일 작승분교장, 공정분교장 개교
- 1951년 9월 1일 작승분교장 작승국민학교 승격 분리
- 1964년 7월 29일 공정분교장 공정국민학교 승격 분리
- 1981년 3월 10일 병설유치원 개원
- 1988년 3월 1일 공정국민학교 분교장 격하 편입
- 1993년 3월 1일 공정분교장 폐교 및 본교 통폐합
- 1996년 3월 1일 사곡초등학교 개편[3]
- 1999년 9월 1일 작승초등학교 분교장 격하 편입
- 2000년 3월 1일 작승분교장 폐교 및 의성남부초등학교 통폐합
- 2011년 3월 1일 폐교 및 의성초등학교 통폐합